# Мануэл, принц Португальский
Мануэл Португальский (1568, Танжер — 22 июня 1638, Брюссель) — незаконнорождённый сын Антонио из Крату, претендент на престол Португалии во время династического кризиса 1580 года. В 1597 году тайно женился на Эмилии Оранской-Нассау.

## Жизнь
Из-за своей религиозной должности Антонио из Крату было запрещено вступать в брак. После неудачной попытки занять трон в 1580 году Антониу жил во Франции и Англии. Его сын Мануэл Португальский также известен как Эммануил I на голландский манер.
После смерти короля Португалии Энрике, возвращения его семьи в Португалию и провозглашения его отца королём 24 июля 1580 года, Мануэл решил взять титул принца Португалии. Однако правление его отца было коротким и неспокойным. Проиграв в битве при Алькантре королю Испании Филиппу II, он утратил корону. Узнав об этом поражении, Мануэл и его отец бежали в Коимбру, чтобы избежать тюремного заключения. Они собрали шесть тысяч человек для новой битвы с испанскими войсками, но вновь проиграли. Мануэл и его отец были вынуждены прятаться в монастырях и домах друзей, пока не бежали во Францию вместе с остальной семьёй. Антонио отправлялся в Англию, чтобы просить помощи у королевы Елизаветы; королева обещала помочь, но английские войска так и не прибыли в Португалию из-за приступа чумы, которая убила большинство солдат. Несмотря на это, Антонио всё ещё считался королём на Азорских островах, пока испанские войска не прибыли туда в 1583 году.

## Семья и дети
7 ноября 1597 года Мануэл женился на графине Эмилии Оранской-Нассау (1569—1629), дочери Вильгельма I, принца Оранского и принцессы Анны Саксонской. Родственники невесты были известными в Европе кальвинистами, а жених был католиком. Их семьи были против брака, но это не помешало влюблённым тайно жениться на римско-католической церемонии. Мануэл был вынужден бежать в Везель в Германии. Эмилия, первоначально находившаяся под домашним арестом, смогла последовать за ним в декабре 1597 года. Дети:
- Мария Бельгика (* до 12 октября 1598 (день её крещения в Дельфте) — † 28 июля 1647), вступила в брак в июне 1629 с полковником Теодором Кролем (убит в Венеции в 1640), генерал-квартирмейстером герцога Пармского Одоардо I Фарнезе.
- Мануэл Антонио Португальский (* 24 февраля 1600 года, Дельфт; † 27 октября 1666 года, Шлаген).
- Эмилия-Луиза (* июнь 1603 в Дельфте; † 29 октября 1670), замужем не была
- Кристоф Вильгельм Людвиг (* 1604; † 7 июля 1660), военачальник, с 1624 начальник гвардии Морица Оранского, рыцарь Мальтийского ордена, был женат на Анне-Марии де Монтелеоне.
- Анна-Луиза (* до 3 мая 1605 — † 5 апреля 1669), замужем не была
- Юлиана-Катерина (* ок. 1607; † 22 июня 1680), замужем не была
- Элеонора-Мауриция (* до 10 мая 1609 — † 25 июня 1674), с 4 июня 1647 в Гааге — замужем за графом Нассау-Зигена, Георгом-Фридрихом.
- Сабина-Дельфика (* 1612; † 20 июля 1670), замужем не была.

Из-за обстоятельств их брака Мануэл и Эмилия в первые годы супружества постоянно испытывали нехватку денег. Только в 1608 году Филипп-Вильгельм Оранский смог договориться о примирении Мануэла и Эмилии с Морицем Оранским. Пара стала получать содержание и им был предоставлен дом. Жизнь при дворе была для них нелёгкой, так как местное общество избегало католика Мануэла. Поэтому он начал тайные переговоры с инфантой Изабеллой Кларой Евгенией и её мужем Альбрехтом VII, эрцгерцогом Австрийским; они пообещали им более высокий апанаж, чем платил Оранский дом. После смерти Морица, когда напряженность между его преемником Фредериком Генрихом и Мануэлем стала возрастать, последний отправился в Брюссель. Его жена, которая винила отца Изабеллы, короля Испании Филиппа II, в убийстве своего собственного отца, решила не следовать за Мануэлом и переехала в Женеву вместе со своими дочерьми, где и умерла в 1629 году.
Судьба этой семьи была омрачена ещё одним скандалом. Старшая дочь Мария Бельгика предназначалась в жёны маркграфу Бадена, но ей удалось сбежать с полковником Теодора Кролем, что сократило шансы на брак её сестер до минимума. Лишь Элеонора-Мауриция сумела выйти замуж в 38 лет.
После смерти своей первой жены Мануэл женился во второй раз 3 апреля 1630 года в Брюсселе. Его невестой стала Луиза Осорио, фрейлина Изабеллы. Они оба занимали видные позиции при дворе Изабеллы. 
Мануэл умер 22 июня 1638 года в Брюсселе и был похоронен там. Его пережила вторая жена.